# Middleton (Wisconsin)
Middleton es una ciudad situada en el condado de Dane, Wisconsin, Estados Unidos. Tiene una población estimada, a mediados de 2023, de 22 697 habitantes.
Es parte del área metropolitana de Madison. 

## Geografía
La localidad está ubicada en las coordenadas 43°6′25″N 89°30′23″O / 43.10694, -89.50639. Según la Oficina del Censo, tiene una superficie total de 24.70 km², de los cuales 24.35 km² corresponden a tierra firme y 0.35 km² están cubiertos de agua.

## Demografía
Según el censo de 2020, en ese momento la ciudad tenía una población de 21 827 habitantes. La densidad de población era de 826.39 hab./km². El 79.17% de los habitantes eran blancos, el 3.63% eran afroamericanos, el 0.43% eran amerindios, el 6.97% eran asiáticos, el 0.03% eran isleños del Pacífico, el 2.62% eran de otras razas y el 7.16% eran de una mezcla de razas. Del total de la población, el 6.82% eran hispanos o latinos de cualquier raza.